# 12057 Alfredsturm
12057 Alfredsturm este un asteroid din centura principală de asteroizi.

## Descriere
12057 Alfredsturm este un asteroid din centura principală de asteroizi. A fost descoperit pe 18 februarie 1998 la Observatorul Starkenburg din Heppenheim. Asteroidul prezintă o orbită caracterizată de o semiaxă mare de 2,16 ua, o excentricitate de 0,05 și o înclinație de 2,4° în raport cu ecliptica.